# Mount Cleveland (Montana)
Mount Cleveland je nejvyšší hora Národního parku Glacier a současně nejvyšší hora pohoří Lewis Range. Mount Cleveland leží v severozápadní části státu Montana ve Spojených státech amerických, v blízkosti hranice s provincií Alberta, v Kanadě. Nachází se ve středo-severní části pohoří, na severu národního parku.
Hora je pojmenovaná podle amerického prezidenta Grovera Clevelanda. Je známá svoji strmou skalní stěnou, která výrazně vystupuje nad okolní reliéf. Náleží tak k nejprominentnějším horám v Montaně.